# Rüdesheim am Rhein
Rüdesheim am Rhein is een gemeente in het westen van de Duitse deelstaat Hessen, gelegen in de Rheingau-Taunus-Kreis. De stad telt 9.970 inwoners.

## Geografie
Rüdesheim am Rhein heeft een oppervlakte van 51 km² en ligt in het centrum van Duitsland, iets ten westen van het geografisch middelpunt. Rüdesheim behoort tot het UNESCO werelderfgoed Middenrijndal.

## Geschiedenis
De omgeving van Rüdesheim was reeds vroeg bevolkt, achtereenvolgens door Kelten, Ubii, Mattiacii, Romeinen, Alemannen en Franken. Archeologische vondsten doen vermoeden dat reeds in de tijd der romeinen wijn verbouwd werd. De omtrek van het Frankische dorp kan aan de hand van het stratenverloop van "Klunkardshof" en "Kleine Grabenstrasse" worden vastgesteld.
De Veronese Schenking (983) bracht de hele regio onder controle van de aartsbisschoppen van Mainz. In de 11e eeuw werden de wijngaarden vergroot na het omhakken van de bossen op de heuvels. In de 12e eeuw werden de "Brömserburg" en de "Boosenburg" gebouwd om respectievelijk de Brömser en het geslacht Fuchs te huisvesten. Beide geslachten waren ridders.
In de 15e en 16e eeuw bloeide Rüdesheim als nooit tevoren: de streek bleef gespaard van oorlogen en de scheepvaart op de Rijn nam toe. De steile Rijnoever zorgde ervoor dat de weg eindigde en al het transport naar Assmannshausen of Lorch over de Rijn ging. Vele reizigers bleven in Rüdesheim overnachten waardoor de wijnhandel en de gastenverblijven opbloeiden.
In het jaar 1803 eindigde de heerschappij van Mainz over de Rheingau. Rüdesheim kwam onder het bewind van Nassau en verkreeg stadsrechten in 1818. In 1867 werd het Hertogdom Nassau gevoegd bij Pruisen. 10 jaar later werd de eerste steen gelegd van het "Niederwalddenkmal". Na de voltooiing ervan in 1883 werd Rüdesheim een populaire toeristische bestemming. De stad profiteerde hiervan in 1885 dankzij een kabellift. In 1913 werd begonnen met de Hindenburgbrug: een grote spoorbrug over de Rijn. De brug werd door verschillende bombardementen in 1945 vernield; de brug werd niet hersteld. De restanten ervan zijn nog zichtbaar.
In 1939 werd de gemeente Eibingen door de nazi's tegen de wil van de Eibingers in bij Rüdesheim gevoegd.
25 november 1944 was een zwarte dag voor Rüdesheim: een zwaar luchtbombardement legde de buurt rond de katholieke en evangelische parochiekerken in de as. Ook een kindercrèche bleef niet gespaard ; er vielen meer dan 200 doden. 
Sinds 2002 is Rüdesheim, samen met de bovenloop van het Midden-Rijndal, benoemd tot UNESCO Werelderfgoed.

## Toerisme

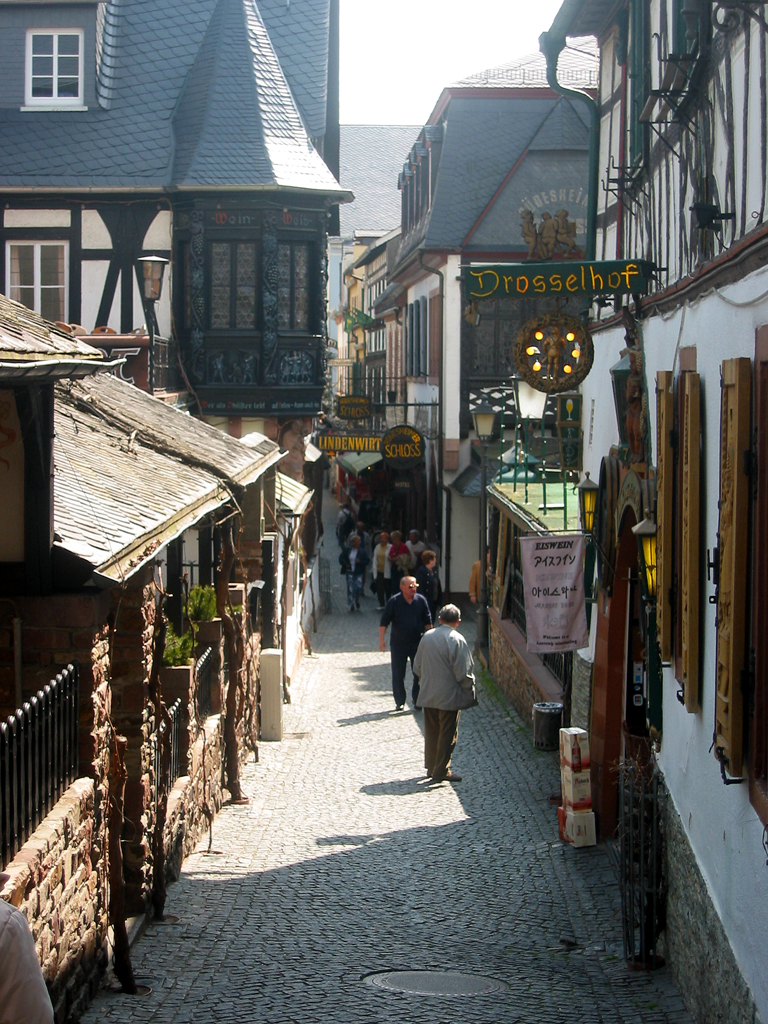
Rüdesheim: Drosselgasse

Rüdesheim, bekend van wijnbouw en wijnhandel, is een toeristische trekpleister en wordt door bijna alle Rijncruiseschepen aangedaan. De ligging langs de Rijn maakt dat de plaats zowel per auto als per schip makkelijk te bereiken is.
Een door toeristen veel bezochte locatie is de Drosselgasse, een steil hellende steeg, vol souvenirwinkels en terrassen.

### Bezienswaardigheden
- Het Niederwalddenkmal uit 1883;

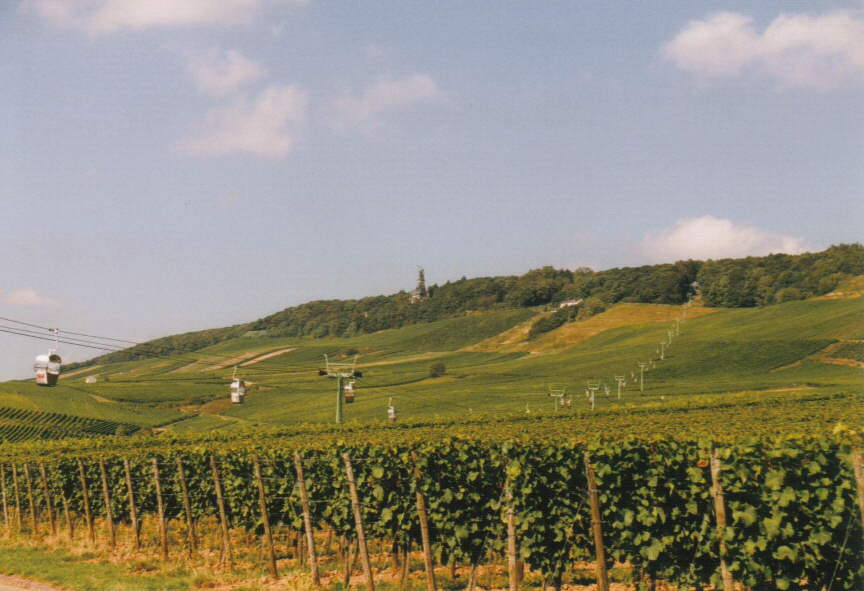
Niederwalddenkmal

- Het 18e-eeuwse Osteinse Landschapspark Niederwald;
- De Drosselgasse met zijn talrijke Weinschenken;
- De parochiekerk Sint-Jacobus uit de 15e eeuw;
- De Ruïne van de burcht Ehrenfels;
- De Brömserburg (Niederburg), het oudste kasteel van het werelderfgoed „Oberes Mittelrheintal“ met het Rheingauer Wijnmuseum;
- De Boosenburg (Oberburg) − waarvan de 38 m hoge toren nog overblijft;
- Het Klunkhardshof, grote vakwerkwoning uit de 15e eeuw;
- De Adelshöfe in de Oberstraße: Brömserhof, Boosenburg, Groenesteynscher Hof, Bassenheimer Hof;
- De Binger Mäuseturm uit de 14e eeuw op het eiland in de Rijn;
- De Benediktijnerabdij St. Hildegard boven het stadsdeel Eibingen;
- De Pfarrkirche St. Hildegard is ontstaan uit de overblijfselen van het in 1165 door Hildegard van Bingen gestichte klooster eveneens in Eibingen;[2] in deze kerk is een  gouden schrijn met de relieken van Hildegard;
- Resten van de Hindenburgbrücke;
- Het Station Rüdesheim (Rhein), gebouwd tussen 1854 en 1856 met als architect Heinrich Velde;
- Vorderburg (Rüdesheim) (niet toegankelijk).

In Rüdesheim staat ook de fabriek van Asbach GmbH, waar Duitse Weinbrand gestookt wordt, enigszins vergelijkbaar met Franse cognac. Het complex is open voor bezoekers. Opmerkelijk is dat deze weinbrand niet van Duitse maar van Franse druiven wordt gemaakt.
Dicht tegen het centrum aan is Siegfrieds Mechanisches Musikkabinett gevestigd, een museum met rond de 350 mechanische muziekinstrumenten.

## Stadsdelen
Bij gemeentelijke herindelingen werden de gemeenten Assmannshausen, Aulhausen, Eibingen en Presberg als stadsdelen bij Rüdesheim aangesloten.
Aarbergen ·
Bad Schwalbach ·
Eltville am Rhein ·
Geisenheim ·
Heidenrod ·
Hohenstein ·
Hünstetten ·
Idstein ·
Kiedrich ·
Lorch ·
Niedernhausen ·
Oestrich-Winkel ·
Rüdesheim am Rhein ·
Schlangenbad ·
Taunusstein ·
Waldems ·
Walluf